# Companhia Brasileira de Projetos e Obras

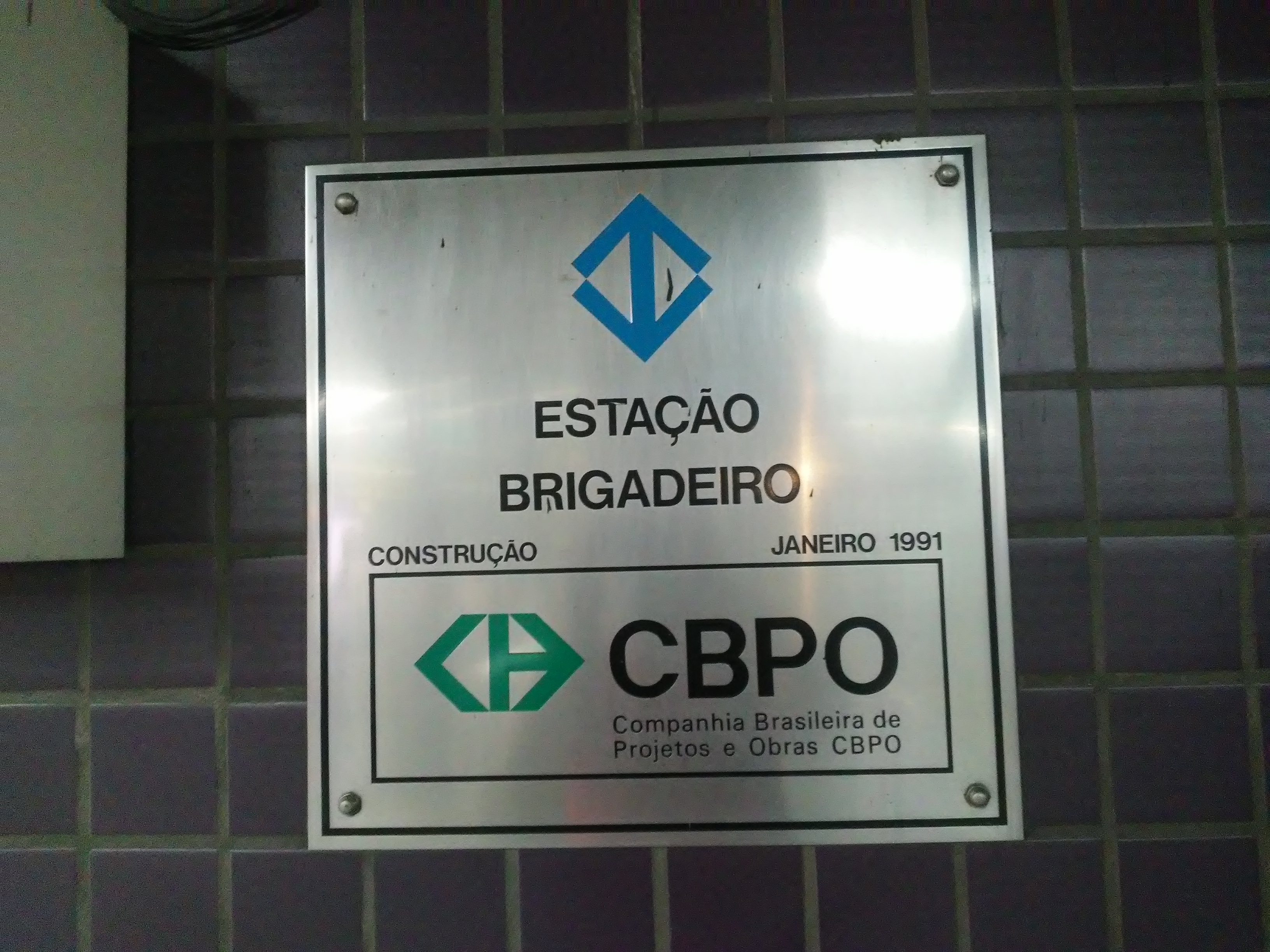
Logotipo da CBPO na placa de inauguração da estação Brigadeiro do Metrô de São Paulo.

A Companhia Brasileira de Projetos e Obras - CBPO foi uma empreiteira brasileira antigamente parte integrante do Novonor, e inicialmente, de propriedade do engenheiro Oscar Americano. A empresa foi criada em 1967.  Em conjunto com a Construtora Norberto Odebrecht, construíram o Aeroporto Internacional do Galeão no Rio de Janeiro, sendo o campo de provas da nova parceria. Na década de 1980, a CBPO foi incorporada à Odebrecht. À época, sob a liderança de Mário Pimenta Camargo, era uma das maiores em faturamento entre as grandes construtoras brasileiras e tinha uma extensa lista de obras, pertencendo inclusive ao consórcio construtor da Usina Hidroelétrica de Itaipu.